# Hedspröding
Hedspröding (Psathyrella dicrani) är en svampart som tillhör divisionen basidiesvampar, och som först beskrevs av A. E. Jansen, och fick sitt nu gällande namn av Kits van Wav. Hedspröding ingår i släktet Psathyrella, och familjen Psathyrellaceae. Arten är reproducerande i Sverige.